# Sukorady (Boêmia Central)
Sukorady é uma comuna checa localizada na região da Boêmia Central, distrito de Mladá Boleslav.